# Sun Yat-sen
Sun Yat-sen (孫逸仙 kantonesisk; egentlig Sunwen; født 12. november 1866, død 12. marts 1925) var en kinesisk revolutionær og politisk leder, som ofte omtales som "Fader til det moderne Kina". Sun spillede en stor rolle i at styrte Qing-dynastiet i 1911 ved Xinhai-revolutionen. Han var den første præsident af Republikken Kina, da den blev dannet i 1912. Han var senere medstifter af Kuomintang (KMT) og dets første leder. Sun var en samlende figur i det post-koloniale Kina og er unik blandt det 20. århundredes kinesiske ledere ved at være afholdt både i Folkerepublikken Kina og Republikken Kina.
Selvom Sun anses for en af de største ledere i det moderne Kina, var hans politiske liv præget af konstant kamp og hyppige eksiler. Efter successen ved revolutionen mistede han hurtigt magten i den nydannede republik og ledede flere revolutionære regeringer mod krigsherrerne, der kontrollerede det meste af landet. Sun nåede ikke at se sit parti sikre sig magten over landet. Suns primære arv ligger i hans udvikling af en politisk filosofi kendt som de Tre principper for folket (nationalisme, demokrati og velfærd), som stadig influerer kinesisk politik.

## Ungdom
Sun Yat-sen udvandrede 15 år gammel til Java, studerede 1887-92 ved lægeskolen i Hongkong og virkede en tid som læge i Macao og Kanton. Et par år efter sluttede han sig til det Ungkinesiske Revolutionsparti, hvis mål var at fjerne manchuerne fra Kinas statsstyre.

## Revolutionsleder
Sun blev hurtig en af lederne og forsøgte en rejsning i Kanton 1895, men sammensværgelsen opdagedes for tidligt, og han måtte flygte til Japan. Her og i USA organiserede han en ivrig propaganda og pengeindsamling til revolutionen og befrielsen af Kina for manchuernes fremmedvælde. Under et ophold i London 1896 overrumpledes han og holdtes en tid fanget i det kinesiske gesandtskab men løslodes på den engelske regerings forlangende. Han drog derpå til USA og agiterede dér for at skaffe tilhængere og penge til revolutionen. Under Bokseropstanden 1900 virkede han i selve Kina, men ellers overalt i udlandet blandt udvandrede kinesere og blev ved sit målbevidste organisatoriske arbejde en af hovedlederne i forberedelserne til den store revolution, der styrtede manchuerne. Dog kom revolutionens udbrud i oktober 1911 lidt tidligere end planlagt, Sun var ikke selv i Kina og kunne først i slutningen af december samme år nå Shanghai. Den 30. december valgtes han af 17 provinsers udsendinge til provisorisk præsident for den republikanske regering med sæde i Nanking. Sun dannede et ministerium væsentligt af kantonesere og førte samtidigt forhandlinger med Yuan Shi-kai om at undgå rigets deling i Nord- og Sydkina. Sun forstod, at sydkineserne ikke kunne samle hele riget, og efter manchudynastiets abdikation 12. februar 1912 nedlagde han sit embede og anbefalede Yuan til provisorisk præsident. I april samme år opgav han selv ethvert politisk hverv, men modtog kort efter et højt lønnet embede som direktør for de nationale jernbaner i Shanghai-provinsen.

## Sydkinas leder
Sun og hans parti, Kuo-ming-tang, vedblev dog hemmeligt og åbenbart at modarbejde Yuans enevælde, men alle oprørsforsøg mislykkedes, og Sun måtte atter gå i landflygtighed i 1913. Efter Yuans død 1916 vendte han tilbage til Kanton, dannede her en uafhængig militærregering og fortsatte Sydkinas kamp mod Pekingstyret. April 1921 valgte de sydkinesiske parlamentsmedlemmer Sun til Kinas præsident og erklærede Kanton-regeringen for den eneste lovlige i Kina. Sun fik dog aldrig nogen indflydelse ud over selve Kuangtung-provinsen, og hans velmente, radikale fantasterier synes i det store og hele kun at have virket splittende i kinesisk politik.
April 1922 indgik han et forbund med Nordkinas magthaver, Zhang Zuo-lin, mod Wu Pei-fu i centralprovinserne, men blev kort efter taget til fange af en af de lokale oprørsgeneraler, og Kanton-regeringen opløstes. Først i slutningen af året lykkedes det ham at genvinde sin stilling i Kanton-egnen, uden at det dog fik videre følger. Hans store planer om en folkelig republik af hele Kina var uigennemførlige over for nordkinesernes langt mindre radikale anskuelser med hensyn til statsstyrets former, og set i den historiske sammenhæng må hans virksomhed betragtes som et udsnit af den over to tusind-årige kamp mellem Nord- og Sydkina, der ofte i lange perioder havde haft hver sin regering.